# Bondsdagverkiezingen 1953
De Bondsdagverkiezingen van 1953 vonden op 6 september 1953 plaats. Het waren de tweede federale verkiezingen in de Bondsrepubliek Duitsland. Vanaf deze verkiezingen moet een partij ten minste vijf procent in het gehele kiesgebied halen om de kiesdrempel te overspringen.
De Bondsdagverkiezingen werden overtuigend gewonnen door de Unionparteien (Uniepartijen), de Christelijk Democratische Unie van Duitsland (Christlich Demokratische Union Deutschlands) en de Christelijk-Sociale Unie (Christlich-Soziale Union) die gezamenlijk een winst van 100 zetels boekten en op 243 zetels kwamen in de 487 zetels tellende Bondsdag. De CDU/CSU-fractie werd hiermee weer de grootste in de Bondsdag. De kleine (rechtse) partijen waar de CDU/CSU een regeringscoalitie onder bondskanselier Konrad Adenauer mee vormde, de Vrije Democratische Partij (Freie Demokratische Partei) en de Duitse Partij (Deutsche Partei) verloren iets.
Nieuwkomer in de Bondsdag was het Blok voor geheel Duitsland/Bond van Vluchtelingen en Rechtelozen (Gesamtdeutscher Block/Bund der Heimatvertriebenen und Entrechteten) dat in 1950 was opgericht door Waldemar Kraft voor de vluchtelingen en verdrevenen uit voormalige Duitse gebieden die na de Tweede Wereldoorlog door andere landen waren geannexeerd. De GB/BHE verkreeg 5,9% van de stemmen, goed voor 27 zetels. De GB/BHE werd opgenomen in het coalitiekabinet-Adenauer II van CDU/CSU, FDP en DP. Op die manier kreeg het kabinet een tweederdemeerderheid in het parlement, dat echter al in 1955 uit elkaar viel.
De Sociaaldemocratische Partij van Duitsland (Sozialdemokratische Partei Deutschlands) boekte een winst van 20 zetels en kwam op 151 zetels. De Communistische Partij van Duitsland (Kommunistische Partei Deutschlands) verloor al haar 15 zetels en verdween uit de Bondsdag. Verlies - zij het minder dramatisch - was er ook voor de rooms-katholieke Duitse Centrumpartij (Deutsche Zentrumspartei) (-7), die nog maar 3 zetels in de Bondsdag overhield.

## Uitslag
NB: Indirect koos de Berlijnse gemeenteraad 6 CDU-leden, 11 SPD-leden en 5 FPD-leden. Saarland, dat onder Frans bestuur stond, deed niet mee aan de Bondsdagverkiezingen.
| Partij | %     | zetels  | verschil |
| --- | ----- | ------- | -------- |
| Christelijk Democratische Unie van Duitsland (Christlich Demokratische Union Deutschlands)                                        | 36,4% | 191 (6) | +76      |
| Christelijk-Sociale Unie (Christlich-Soziale Union)                                                                               | 8,8%  | 52      | +28      |
| Duitse Partij (Deutsche Partei)                                                                                                   | 3,3%  | 15      | -2       |
| Duitse Centrumpartij (Deutsche Zentrumspartei)                                                                                    | 0,8%  | 3       | -7       |
| Vrije Democratische Partij (Freie Demokratische Partei)                                                                           | 9,5%  | 48      | -4       |
| Gezamenlijk Duits Blok/Bond van Vluchtelingen en Rechtelozen (Gesamtdeutscher Block/Bund der Heimatvertriebenen und Entrechteten) | 5,9%  | 27      | +27      |
| Communistische Partij van Duitsland (Kommunistische Partei Deutschlands)                                                          | 2,2%  | 0       | -15      |
| Sociaaldemocratische Partij van Duitsland (Sozialdemokratische Partei Deutschlands)                                               | 28,8% | 151     | +20      |
| Overigen | 4,3%  | 0       | -        |
| Totaal | 100%  | 487     | +85      |